# Arta Dade
Arta Dade (Tirana, 15 marzo 1953) è una politica albanese, Ministro della Cultura dal 1997 al 1998 e in seguito Ministro degli Esteri tra il 2001 e il 2002.

## Biografia
Nata a Tirana, frequentò la facoltà di lingue straniere all'Università di Tirana. In seguito lavorò come insegnante di liceo linguistico e docente universitaria di lingua inglese.
Entrò in politica nel 1991, aderendo al Partito Socialista d'Albania; l'anno seguente divenne membro del direttivo del partito. Nel 1993 divenne membro del forum femminile del Partito della Sinistra Europea. Nel 1996 prese parte alle elezioni parlamentari e fu eletta deputata all'Assemblea di Albania per la prefettura di Fier.

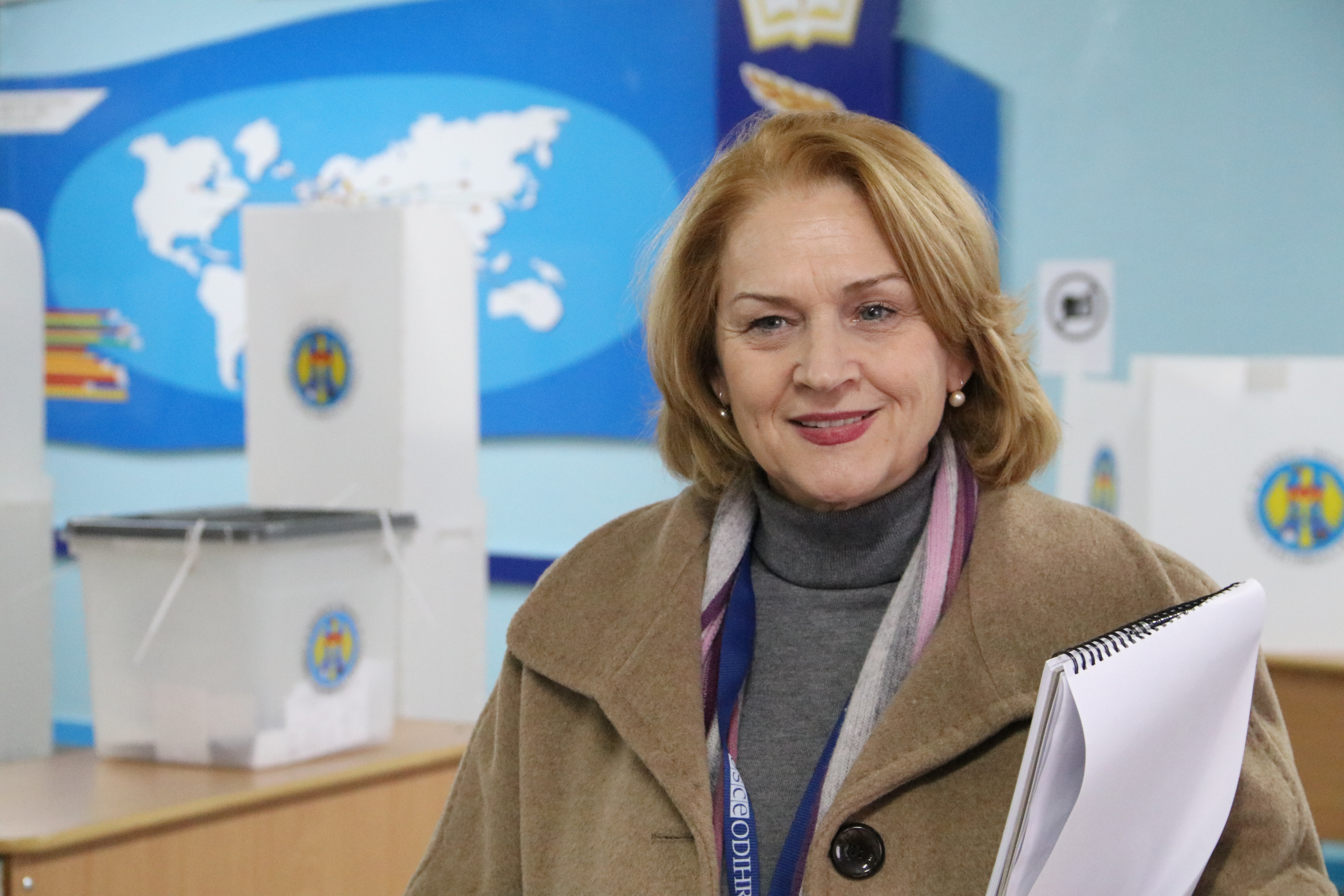
Arta Dade nel 2016

Tra il 1999 e il 2001, Arta Dade fu membro supplente per l'Albania in seno all'Assemblea parlamentare del Consiglio d'Europa.
Svolse le funzioni di ministra per due volte. Nel 1997 l'allora primo ministro dell'Albania Fatos Nano la nominò Ministro della Cultura all'interno del suo esecutivo. Nel 2001, fu invece Ilir Meta a volerla come Ministro degli Esteri; Arta Dade divenne la prima donna nella storia albanese ad occupare tale carica pubblica.
Dopo aver lasciato il ruolo di parlamentare, si espresse pubblicamente contro il proprio partito, che aveva permesso l'elezione di esponenti politici con precedenti penali ed invocò a più riprese un rinnovamento interno. Fu inoltre fortemente critica rispetto all'operato di Edi Rama. Sostenne in interviste pubbliche l'introduzione delle quote rosa e denunciò il trattamento riservato alle donne in politica. Nel 2017, quando il suo nome venne incluso tra i possibili candidati alla carica di Presidente dell'Albania, Arta Dade dichiarò la propria disponibilità a svolgere tali funzioni e, in tale occasione, auspicò l'elezione diretta del capo di Stato da parte dei cittadini.
Arta Dade è madre di due figli.